# Pandanus lauterbachii
Pandanus lauterbachii là một loài thực vật có hoa trong họ Dứa dại. Loài này được K.Schum. & Warb. miêu tả khoa học đầu tiên năm 1900.